# کوکی میزونو
کوکی میزونو (به انگلیسی: Koki Mizuno) بازیکن فوتبال اهل ژاپن و عضو تیم ملی فوتبال ژاپن است که در تاریخ ۲۴ مارس ۲۰۰۷ میلادی اولین بازی ملی‌اش را انجام داد. او در ۴ بازی ملی حضور داشت و آخرین بازی ملی خود را در تاریخ ۱۶ ژوئیه ۲۰۰۷ میلادی انجام داد. کوکی میزونو در بازی‌های ملی‌اش
گلی به ثمر نرساند.